# محطة طرود
محطة الطرود هي مطراد من شركة DHL شركة الطرود والخدمات السريعة التابعة لشركة البريد الألماني. أنشِئ النظام نهاية عام 2001؛ وكانت المدن الرائدة هي دُرتِمُند وميانصة. يوجد اليوم أكثر من 10000 جهاز على مستوى ولايات الدولة (حسب المعطيات في يوليو/تموز 2022) حيث يمكن للعملاء تسلم الطرود وإيداعها على مدار الساعة بأنفسهم. تجاوز عدد العملاء المسجلين 19 مليون عميل في يوليو/تموز 2022.

## الصور

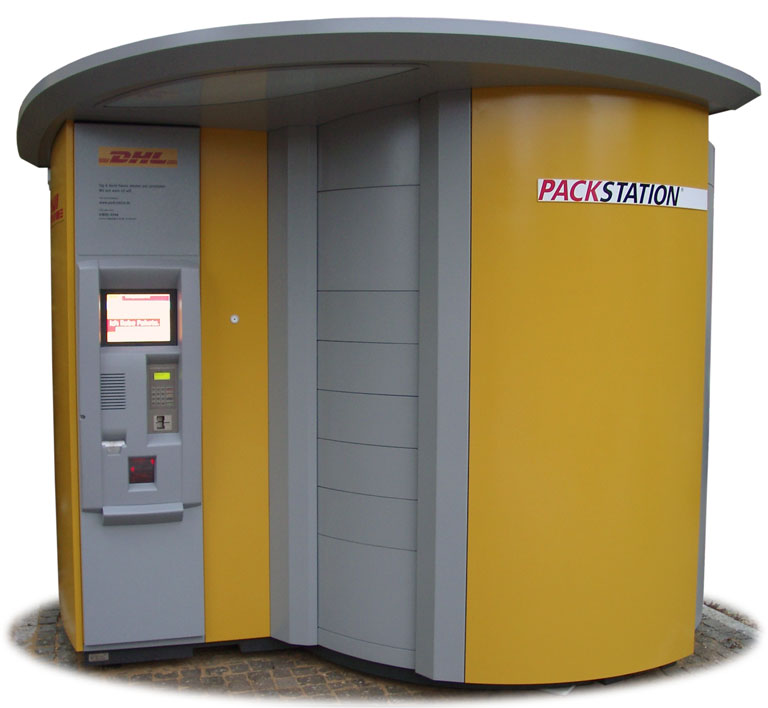
2004
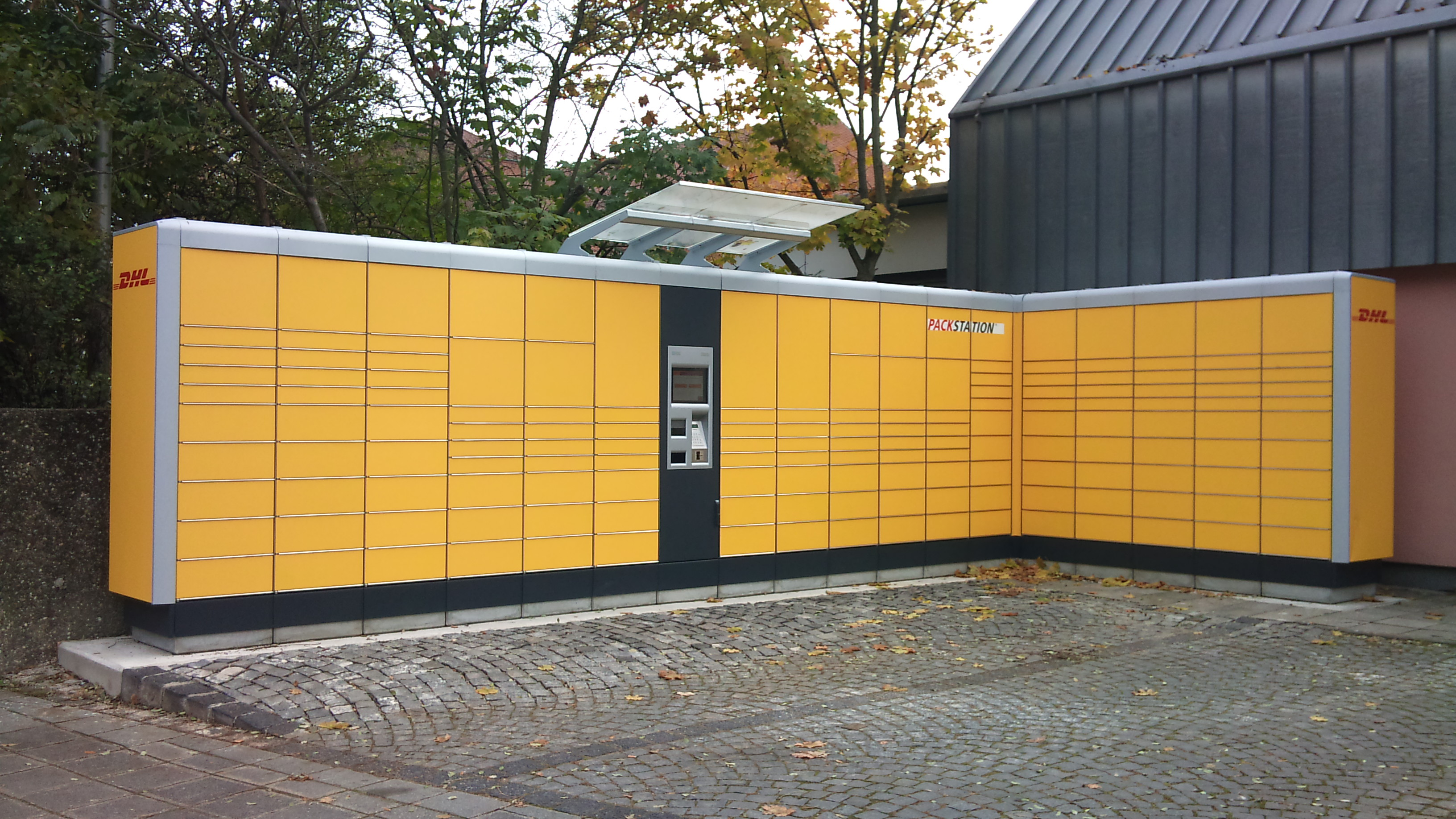
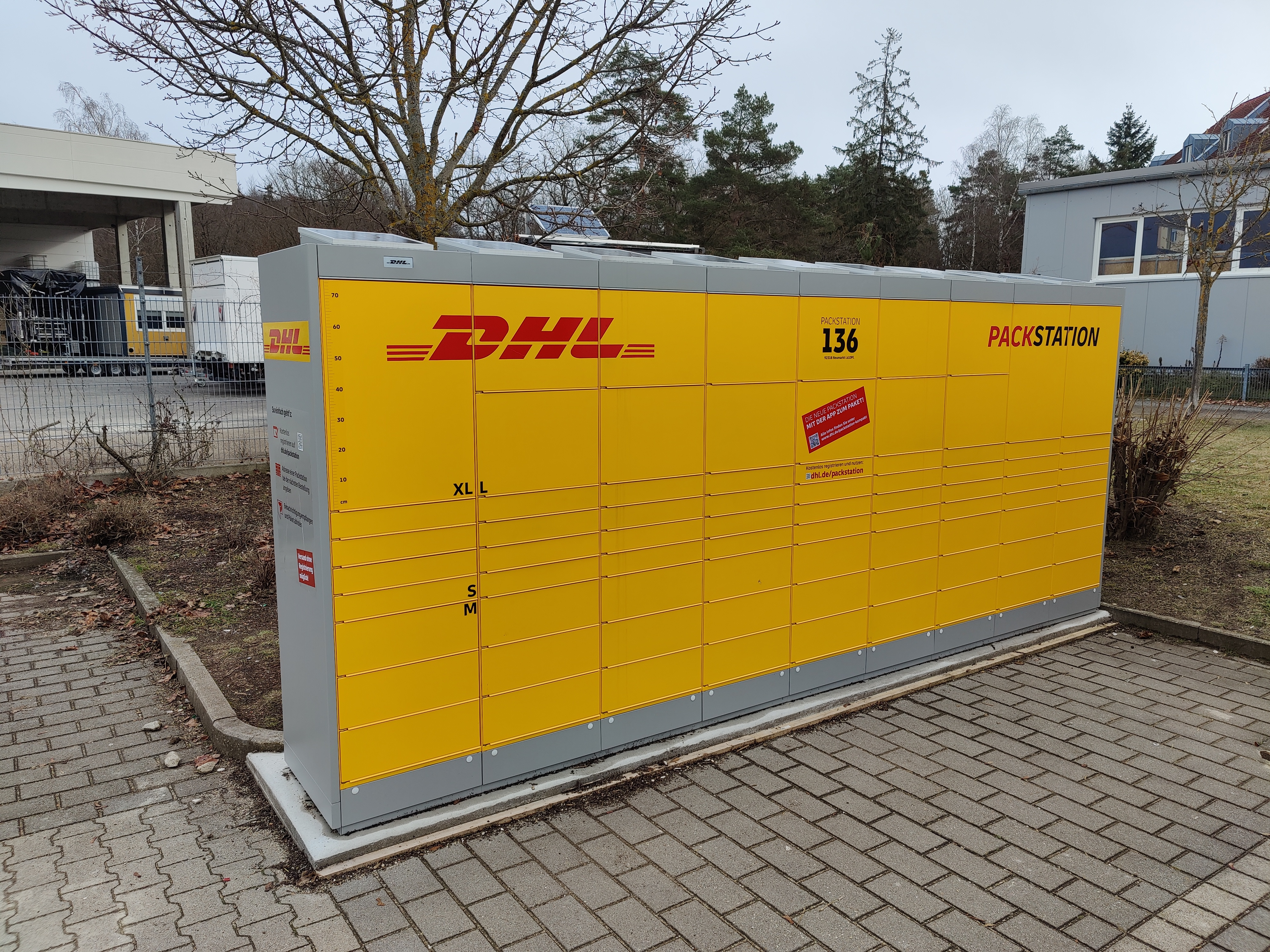
تستخدم فقط عن طريق التطبيق